# اچ‌ام‌اس کریسانتموم (۱۹۱۷)
اچ‌ام‌اس کریسانتموم (۱۹۱۷) (به انگلیسی: HMS Chrysanthemum (1917)) یک کشتی بود که طول آن ۲۵۰ فوت (۷۶ متر) بود. این کشتی در سال ۱۹۱۷ ساخته شد.